# Куркумбал (Моркинский район)
Куркумбал (мар. Курыкӱмбал) — упразднённая деревня в Моркинском районе Республики Марий Эл. Входила в состав городского поселения Морки. В 2025 году включена в состав деревни Новая и исключена из учётных данных.

## География
Находится в юго-восточной части республики Марий Эл на расстоянии приблизительно 1 км по прямой на юго-запад от районного центра посёлка Морки.

## История
Известна с 1795 года как околоток с 30 дворами. В 1872 году здесь было 44 двора. В 1882 году в выселке Куркумбал находилось 50 дворов, проживали 266 человек, в 1897 году 320 человек, все черемисской народности, в 1928 года в деревне 71 хозяйство, проживали 355 человек. В 2004 году в деревне было отмечено 45 дворов. В советское время работали колхозы «Тойки», им. Будённого и «Сталинец».

## Население
| 2010 |
| ---- |
| 109  |

Население составляло 131 человек (мари 96 %) в 2002 году, 109 в 2010.

## Известные уроженцы
- Дмитриев Геннадий Павлович (1934—2007) — марийский советский и российский деятель науки, учёный-экономист.
- Краснов Анатолий Васильевич (1928—1993) — марийский советский и российский деятель культуры.
- Муравьёв Анатолий Васильевич (род. 1949) — советский и российский деятель науки.